# Consanguinidade
Tabela de Consangüinidade que 
mostra as relações entre os 
membros da família e o grau 
de suas relações.
Consanguinidade (do latim consanguinitas) é a afinidade por laços de sangue entre indivíduos aparentados, que são geneticamente semelhantes. Pode-se medir o quanto um determinado indivíduo é consanguíneo com outro através da medida chamada grau de consanguinidade.
Muitas jurisdições têm leis que proíbem pessoas com parentesco de sangue de  se casarem  ou terem relações sexuais entre si.   O  grau de consanguinidade  que dá origem a essa proibição varia de lugar para lugar. Essas regras também são usadas para determinar  os herdeiros  de uma herança de acordo com os estatutos que regem  a sucessão intestada  , que também variam de jurisdição para jurisdição. Em alguns lugares e períodos de tempo,  o casamento entre primos  é permitido ou mesmo encorajado;   em outros, é  tabu  e considerado  incesto.
Doenças autossômicas recessivas raras são mais frequentes na prole de uniões consanguíneas, porque os descendentes dessa união têm maiores chances de carregar duas cópias defeituosas do gene relevante para uma determinada doença.
A consanguinidade em uma população aumenta sua suscetibilidade a patógenos infecciosos, como tuberculose e hepatite.

## Tabela de consanguinidade
| Consanguinidade        | Grau de parentesco                               |
| ---------------------- | ------------------------------------------------ |
| 1 (1/2*2)              | gêmeos idênticos                                 |
| 1 (1/1)                | auto                                             |
| 0,5 (1/2)              | pais e filhos                                    |
| 0,5 (1/2)              | irmãos                                           |
| 0,25 (1/4)             | avós e netos                                     |
| 0,25 (1/4)             | tios e sobrinhos                                 |
| 0,125 (1/8)            | primos                                           |
| 0,125 (1/8)            | bisavós e bisnetos                               |
| 0,125 (1/8)            | tios-avós e sobrinhos-netos                      |
| 0,0625 (1/16)          | primeiros primos uma vez removidos               |
| 0,03125 (1/32)         | segundos primos                                  |
| 0,0625 (1/16)          | trisavós e trinetos                              |
| 0,0625 (1/16)          | tios-bisavós e sobrinhos-bisnetos                |
| 0,03125 (1/32)         | primeiros primos duas vezes removidos            |
| 0,015625 (1/64)        | segundos primos uma vez removidos                |
| 0,0078125 (1/128)      | terceiros primos                                 |
| 0,03125 (1/32)         | tetravós e tetranetos                            |
| 0,03125 (1/32)         | tios-trisavós e sobrinhos-trinetos               |
| 0,015625 (1/64)        | primeiros primos três vezes removidos            |
| 0,0078125 (1/128)      | segundos primos duas vezes removidos             |
| 0,00390625 (1/256)     | terceiros primos uma vez removidos               |
| 0,001953125 (1/512)    | quartos primos                                   |
| 0,015625 (1/64)        | pentavós e pentanetos                            |
| 0,015625 (1/64)        | tios-tetravós e sobrinhos-tetranetos             |
| 0,0078125 (1/128)      | primeiros primos quatro vezes removidos          |
| 0,00390625 (1/256)     | segundos primos três vezes removidos             |
| 0,001953125 (1/512)    | terceiros primos duas vez removidos              |
| 0,0009765625 (1/1024)  | quartos primos uma vez removidos                 |
| 0,00048828125 (1/2048) | quintos primos                                   |
| 0,25 (1/4)             | meios-irmãos                                     |
| 0,0625 (1/16)          | meios-primos                                     |
| 0,25 (1/4)             | duplos-primos                                    |
| 0,125 (1/8)            | meios-tios e meios-sobrinhos                     |
| 0,0625 (1/16)          | meios-tios-avós e meios-sobrinhos-netos          |
| 0,03125 (1/32)         | meios-tios-bisavós e meios-sobrinhos-bisnetos    |
| 0,015625 (1/64)        | meios-tios-trisavós e meios-sobrinhos-trinetos   |
| 0,0078125 (1/128)      | meios-tios-tetravós e meios-sobrinhos-tetranetos |
| 0,03125 (1/32)         | meios-primos uma vez removidos                   |
| 0,015625 (1/64)        | meios-primos duas vezes removidos                |
| 0,0078125 (1/128)      | meios-primos três vezes removidos                |
| 0,00390625 (1/256)     | meios-primos quatro vezes removidos              |
| 0,125 (1/8)            | duplos-primos uma vez removidos                  |
| 0,0625 (1/16)          | duplos-primos duas vezes removidos               |
| 0,03125 (1/32)         | duplos-primos três vezes removidos               |
| 0,015625 (1/64)        | duplos-primos quatro vezes removidos             |